# UAM Creoula (UAM201)
O NRP Creoula, também referido como UAM Creoula ou NTM Creoula é um navio de instrução da Marinha Portuguesa. Juntamente com outros três lugres ex-bacalhoeiros - o "Santa Maria Manuela", o "Argus" e o "Gazela" - é um dos últimos sobreviventes da chamada "Frota Branca Portuguesa".

## História
Foi construído, juntamente com o navio-gémeo, o "Santa Maria Manuela", nos estaleiros da AGPL - Administração Geral do Porto de Lisboa então concessionados à Companhia União Fabril, em Lisboa, por encomenda da Parceria Geral de Pescarias Lda.. Num tempo recorde à época de 67 dias úteis, foi lançado ao Tejo a 10 de maio de 1937, tendo feito a sua primeira campanha de pesca nesse mesmo ano. Em 1939, nos Países Baixos, foi construída uma terceira unidade semelhante, a cujo projecto foram introduzidas modificações resultantes da experiência obtida com a operação do CREOULA em 1937 e 1938, o "Argus",
O "Creoula" foi utilizado pela Parceria Geral entre 1937 e 1973, nas campanhas de pesca do bacalhau ao largo da Terra Nova e Gronelândia.
Em 1979 o navio foi adquirido à Parceria Geral de Pescarias pela Secretaria de Estado das Pescas, visando ser preservado como um museu da pesca. Entretanto, quando docado, o exame do casco revelou que este se apresentava em ótimas condições, pelo que se deliberou que a embarcação voltaria a navegar, agora como navio de treino de mar (NTM).
Entregue à Marinha Portuguesa em 1985, é um dos poucos grandes veleiros europeus que conta com uma guarnição mista, militar e civil. É operado como Navio de Treino de Mar (NTM), estando classificado como Unidade Auxiliar da Marinha (UAM).

## Características
É um lugre de quatro mastros, destinado originalmente à navegação nos mares gelados da Terra Nova e da Gronelândia. Por essa razão, as obras-vivas à vante, nomeadamente a roda de proa, tiveram construção reforçada.
Até à sua última campanha de pesca, em 1973, possuía mastaréus, retrancas e caranguejas em madeira. O gurupés ("pau da bujarrona"), também em madeira, deixou de existir em 1959, passando o navio a dispor apenas de duas velas de proa: a giba e a polaca. O mastro de vante (traquete) servia de chaminé à caldeirinha e ao fogão a carvão.
As velas originais eram de lona de algodão, possuindo o navio duas andainas de pano, manufacturadas pelos próprios marinheiros de bordo. O pano latino era de lona de algodão n° 2, o velacho (redondo) em lona de algodão n° 4 e as extênsulas de  algodão n° 7, o mais resistente. As tralhas das velas eram em cabo de manila. O aparelho fixo era em aço, mas o de laborar era originalmente em sisal.
O actual espaço entre a zona da coberta de vante (coberta das praças) e a casa das máquinas, era originalmente o porão do pescado, em cujos duplos fundos se fazia a aguada do navio. O navio estava assim dividido em três grandes secções separadas por duas anteparas estanques que delimitavam, à vante e à ré, o porão do pescado. À vante do porão ficavam os alojamentos dos pescadores, o paiol de mantimentos e as câmaras frigoríficas para o isco; à ré localizavam-se os alojamentos dos oficiais, a casa das máquinas, os tanques do combustível, o paiol do pano e aprestos de pesca. A embarcação possuía ainda nos delgados de vante e de ré vários piques utilizados como reserva de aguada, armazenamento de óleo de fígado, carvão de pedra para o fogão e óleos lubrificantes.
Todo o interior do navio era revestido a madeira de boa qualidade, e o porão calafetado para evitar o contacto da salmoura com o ferro.

## Comandantes

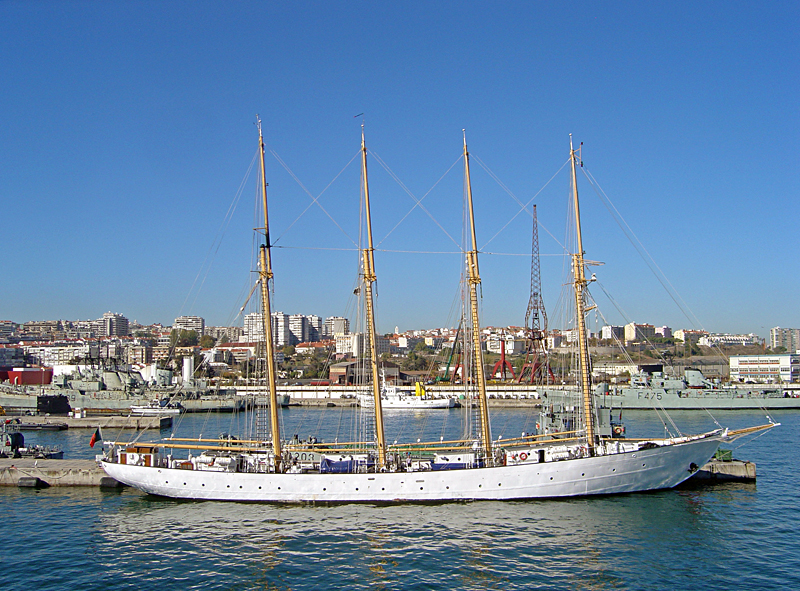
NRP Creoula.

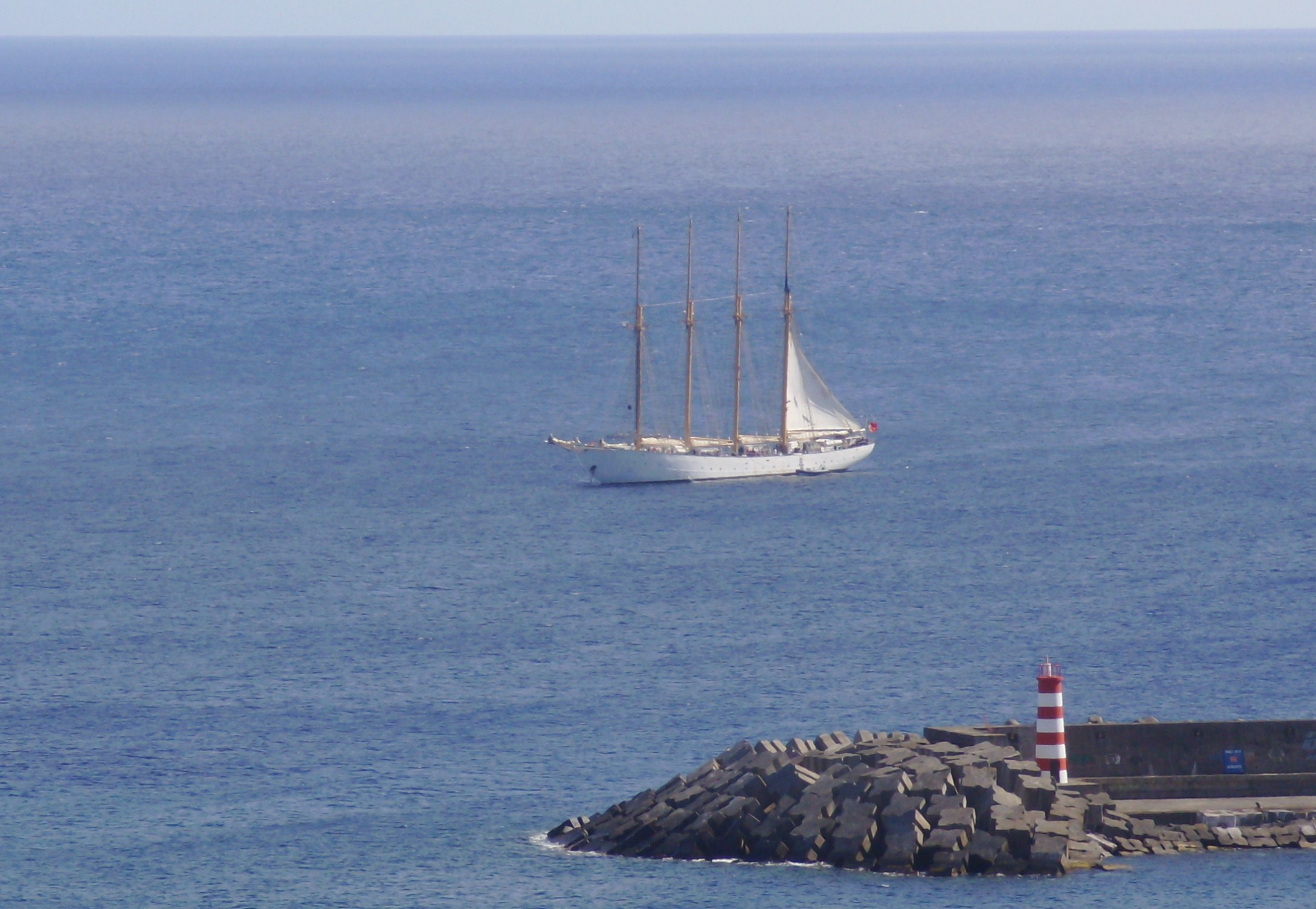
NRP Creoula na barra do porto de Vila do Porto, ilha de Santa Maria.

Desde que está a ser operado pela Marinha Portuguesa, o "Creoula" foi comandado por:
- Comandante CMG da Silva Dias, entre 1987 1992,
- Comandante CFR de Sá Leal, entre 1993 e 1996,
- Comandante CFR Sajara Madeira, entre 1997 e 1999,
- Comandante CFR Leal de Faria, entre 1999 e 2001,
- Comandante CFR Cota Fevereiro , entre 2001 e 2002,
- Comandante CTEN Martins da Cruz, entre 2003 e 2006,
- Comandante CFR João da Silva Ramos, entre 2006 e 2010,
- Comandante CFR Nuno Cornélio da Silva, entre 2010 e 2012,
- Comandante CFR da Cruz Martins, entre 2012 e 2015,
- Comandante CFR Carvalho de Oliveira, entre 2015 e 2017,
- Comandante CFR Sousa Rodrigues, entre 2017 e 2020, e
- Comandante CTEN Robalo Franco, desde 2020.